# مركز بحوث العلوم الاقتصادية
مركز بحوث العلوم الاقتصادية هو مركز بحثي ليبي أنشئ بقرار من اللجنة الشعبية العامة رقم 620 لسنة 1986 و يتمتع بالصفة الاعتبارية و الذمة المالية المستقلة و يقع مقره في مدينة بنغازي يتبع المركز حاليا وزارة التعليم في ليبيا المكز أنشئ ليكون بيت خبرة و مركز لدعم و تحليل القضايا الاقتصادية و ليعمل على توضيح الرؤية المستقبلية للاقتصاد الوطني الليبي كما يقوم المركز بنشر الكتب و يمتلك مجلة خاصة به و كما يقوم بنشر دوريات.